# Karnawal
Karnawal ist ein Tanzfilm von Juan Pablo Félix, der im November 2020 im Rahmen des Tallinn Black Nights Film Festivals seine internationale Premiere feierte.

## Handlung

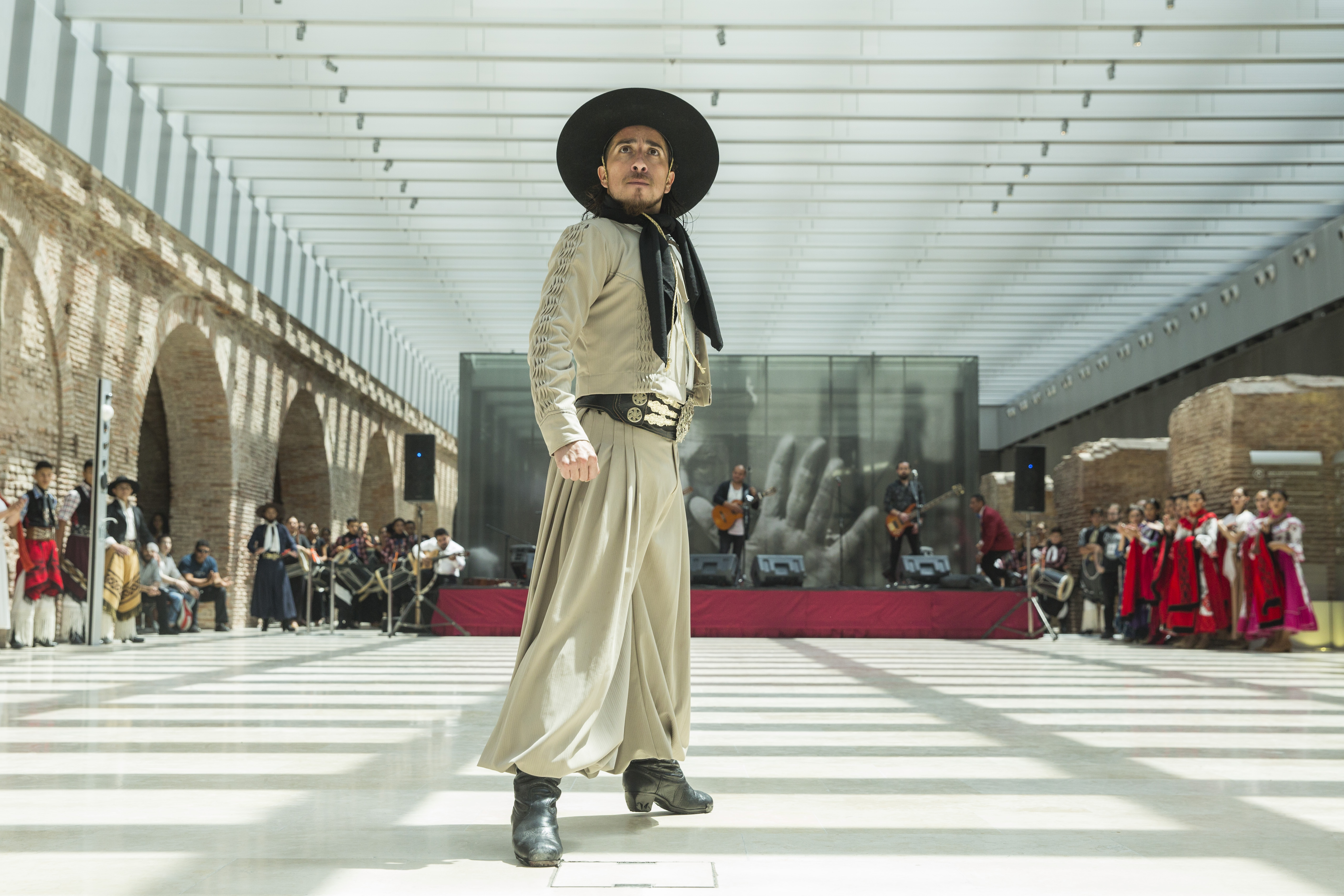
Der Malambo ist in Argentinien allgegenwärtig und wird dort auch in Tanzschulen unterrichtet

Eine Gemeinde in Nordargentinien, nahe der bolivianischen Grenze, macht sich schick für den anstehenden Andenkarneval, während sich der junge Cabra auf einen wichtigen Tanzwettbewerb vorbereitet. Er träumt davon, ein professioneller Malambo-Tänzer zu werden, dem Volkstanz der Gauchos.

## Produktion
Es handelt sich bei Karnawal um eine Koproduktion von Argentinien, Bolivien, Brasilien, Chile, Mexiko und Norwegen. Regie führte Juan Pablo Félix, der auch das Drehbuch schrieb. Félix absolvierte die National Film School ENERC. Nach seinem Abschluss arbeitete er sieben Jahre für das FX Stunt Team, das größte Unternehmen für Spezialeffekte und Action-Design Iberoamerikas. Hierbei war er an der Produktion von mehr als 50 iberoamerikanischen Filmen beteiligt. Bei Karnawal handelt es sich um seinen ersten Spielfilm als Regisseur.
Für den Nachwuchsschauspieler Martín López Lacci handelt es sich um seine erste Filmrolle. Der bei den Dreharbeiten 16 Jahre alte Hauptdarsteller feierte zuvor als professioneller Tänzer Erfolge und ist fünfmaliger Malambo-Weltmeister. Nach einem zweijährigen Casting-Prozess, bei dem mehr als 300 junge Tänzer vorsprachen und -tanzten, wurde Lacci während einer Malambo-Meisterschaft entdeckt und für die Rolle des Cabra ausgewählt. Monica Lairana spielt Cabras Mutter Rosario, Alfredo Castro spielt El Corto.
Die Dreharbeiten fanden in der Provinz Jujuy in den Städten Abra Pampa, La Quiaca, Tilcara und San Salvador de Jujuy im Norden Argentiniens statt. Als Kameramann fungierte Ramiro Civita.
Eine erste Vorstellung erfolgte am 21. März 2020 beim Toulouse Latin America Film Festival. Im September 2020 wurde er in der „TIFF Industry Selects“ des Toronto International Film Festivals vorgestellt. Im November wurde er beim Tallinn Black Nights Film Festival gezeigt und feierte hier seine internationale Premiere. Ebenfalls im November 2020 wurde er beim Festival Internacional de Cine en Guadalajara gezeigt. Im September 2021 wurde er beim Prague International Film Festival gezeigt. Anfang November 2021 wurde er beim Braunschweig International Film Festival vorgestellt und hiernach beim Cambridge Film Festival. Die internationalen Rechte liegen bei Beta Cinema.

## Auszeichnungen
Cleveland International Film Festival 2021
- Nominierung im New Direction Competition[12]

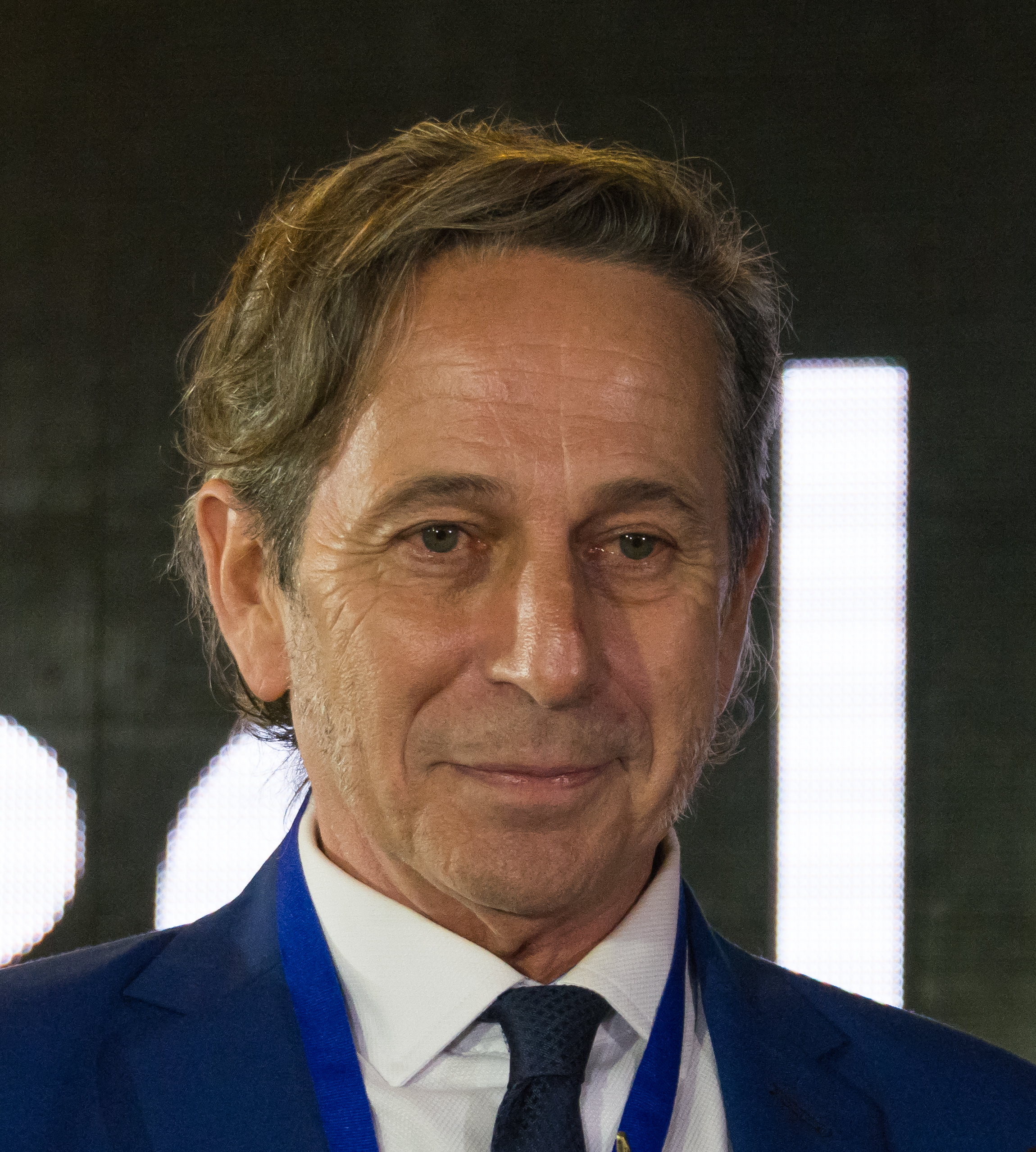
Alfredo Castro spielt im Film El Corto

Festival Internacional de Cine en Guadalajara 2020
- Auszeichnung als Bester Schauspieler im Iberoamerican Competition (Alfredo Castro)
- Auszeichnung für die Beste Regie im Iberoamerican Competition (Juan Pablo Felix)[13]

Filmfestival Málaga 2021
- Auszeichnung als Bester iberoamerikanischer Film mit dem „Biznaga de Oro“ (Juan Pablo Félix)
- Auszeichnung als Bester Nebendarsteller mit dem „Biznagas de Plata“ (Alfredo Castro)[14]

Molodist International Film Festival 2021
- Nominierung für den Skythischen Hirsch (Juan Pablo Félix)[15]

Platino Awards for Ibero-American Film 2022
- Auszeichnung als Bester Nebendarsteller (Alfredo Castro)
- Auszeichnung als Bestes iberoamerikanisches Langfilmdebüt – Fiction (Juan Pablo Félix)[16]

Santa Barbara International Film Festival 2021
- Nominierung als Bester Film im internationalen Wettbewerb (Juan Pablo Félix und Edson Sidonie)[17]

Tallinn Black Nights Film Festival 2020
- Nominierung im First Feature Competition[18][2]